# Bundesautobahn 573
Pour les articles homonymes, voir A573 et Autoroute A573.
La Bundesautobahn 573 est une Bundesautobahn dans le Land de Rhénanie-Palatinat.

## Géographie
L'A 573 commence à l'échangeur autoroutier de Bad Neuenahr-Ahrweiler et rejoint la Bundesstraße 266 avant Bad Neuenahr.

## Histoire
L'A 573 était initialement prévue comme l'extrémité sud de la Bundesautobahn 31.